# Sóftbol en los Juegos Mundiales de 2022
El Sóftbol fue uno de los deportes en los que se compitió en los Juegos Mundiales de 2022, siendo la primera vez que el deporte es parte oficial del programa desde los Juegos Mundiales de 2013.
Los partidos se jugarán en los campos de la Universidad de Alabama en Birmingham y será la primera vez que este deporte se compita tanto en los Juegos Mundiales como en los Juegos Olímpicos en un mismo ciclo, ya que la disciplina también apareció como invitada en Tokio 2020.

## Clasificación
El torneo será disputado por ocho selecciones nacionales, siete de las cuales fueron elegidas con base en la clasificación mundial de la Confederación Mundial de Béisbol y Sóftbol.
El último invitado fue una selección europea, la cual fue la ganadora del Campeonato Europeo de Sóftbol Femenil 2021.
Así, los participantes serán:
| Equipo         | Fecha de clasificación | Método de clasificación                                  |
| -------------- | ---------------------- | -------------------------------------------------------- |
| Estados Unidos | 22 de abril de 2020    | Anfitrión                                                |
| Japón          | 22 de abril de 2020    | Segundas de la clasificación mundial                     |
| Canadá         | 22 de abril de 2020    | Terceras de la clasificación mundial                     |
| México         | 22 de abril de 2020    | Quintas de la clasificación mundial                      |
| Taiwán         | 22 de abril de 2020    | Sextas de la clasificación mundial                       |
| China          | 22 de abril de 2020    | Séptimas de la clasificación mundial                     |
| Australia      | 22 de abril de 2020    | Octavas de la clasificación mundial                      |
| Italia         | 3 de julio de 2021     | Campeonas del Campeonato Europeo de Sóftbol Femenil 2021 |

## Medallero
| Evento  | Oro            | Plata | Bronce             |
| ------- | -------------- | ----- | ------------------ |
| Femenil | Estados Unidos | Japón | República de China |